# جالکعیو
جالکعیو (به عربی: جالکعيو) یک منطقهٔ مسکونی در سومالی است که در Mudug واقع شده‌است. جالکعیو ۱۳۷٬۶۶۷ نفر جمعیت دارد که پایتخت منطقه شمال مرکزی سومالی است.
این شهر به دو ناحیه اداری توسط مرز از هم مجزا شده‌است.